# Hans Höffner
Hans Höffner, auch: Hoeffner (* 27. August 1901 in Cottbus; † 16. Dezember 1987 in Aschau im Chiemgau), war ein deutscher Offizier der Reichswehr, Generalstabsoffizier der Wehrmacht, Kommandeur im Bundesgrenzschutz und General der Bundeswehr.

## Leben
Höffner war der Sohn des Schriftstellers und Zeitschriftenherausgebers Johannes Höffner und dessen Frau Klara, die unter dem Namen Klara Hofer als Schriftstellerin tätig war. Er absolvierte am Bamberger Neuen Gymnasium das Abitur.
Danach trat er im Jahr 1921 als Offizieranwärter in das 17. (Bayerische) Reiter-Regiment in Bamberg ein. 1924 erfolgte die Beförderung zum Leutnant. Als Oberleutnant diente er später im 12. (Sächsischen) Reiter-Regiment in Dresden, in dem er 1934 zum Rittmeister befördert wurde. Er wurde als Offizier in die Wehrmacht übernommen und absolvierte die Kriegsakademie, bevor er von 1936 bis 1938 den Dienstposten des 2. Generalstabsoffiziers der 31. Infanterie-Division innehatte. Es folgte eine Verwendung als Kompaniechef in der Panzer-Aufklärungs-Abteilung 8.
Mit Ausbruch des Zweiten Weltkriegs nahm er als 1. Generalstabsoffizier der 252. Infanterie-Division am Polen- und Westfeldzug teil. Nach Verwendung im Generalstab des Heeres wurde er im Januar 1943 zum Oberst i. G. befördert. Weitere Einsatzerfahrung sammelte er von 1941 bis 1944 in Russland, der Ukraine und Italien. Am 30. Juli 1943 bildete die Dienststelle des Generals des Transportwesens B den Arbeitsstab Höffner beim OKW-Auffrischungsstab München und wurde am 9. August 1943 General des Transportwesens Italien. Höffner wurde im Dienstgrad eines Obersts i. G. General des Transportwesens Italien und blieb dies bis März 1944. Anschließend fungierte er in Frankreich bis Jahresende 1944 als General des Transportwesens West. Zuletzt befehligte er als Kommandeur das am 1. Dezember 1944 aufgestellte Panzer-Grenadier-Regiment 29. Vom März 1945 bis September 1947 war er in US-amerikanischer Kriegsgefangenschaft.
Nach Gründung der Bundesrepublik Deutschland leistete er ab dem 28. April 1951 wesentliche Hilfe beim Aufbau des Bundesgrenzschutzes, zunächst im Bundesministerium des Innern, dann als stellvertretender Kommandeur des Grenzschutzkommandos Süd und Dezember 1953 als Kommandeur des Grenzschutzkommandos Süd im Dienstgrad eines Kommandeurs im Bundesgrenzschutz.
Am 1. Juli 1956 wechselte er als Brigadegeneral in die Bundeswehr, wo er zunächst die 4. Panzergrenadierdivision in Regensburg führte, am 1. September 1956 Inspizient der Quartiermeistertruppen im Truppenamt in Köln wurde und am 1. August 1960 in seiner letzten Verwendung General Technische Truppen im Truppenamt. Mit Ablauf des 30. September 1961 wurde er in den Ruhestand versetzt.
Seinen Lebensabend verbrachte Höffner in Aschau im Chiemgau. Er war verheiratet und hatte zwei Kinder.

## Sonstiges
Als Generalstabsoffizier der Wehrmacht soll sich Höffner sowohl kritisch gegenüber der NS-Führung und Adolf Hitler als auch positiv gegenüber den am Attentat vom 20. Juli 1944 beteiligten Offizieren um Claus Schenk Graf von Stauffenberg geäußert haben. Der spätere Generalleutnant und Inspekteur des Heeres Albert Schnez, der als Soldat der Wehrmacht zeitweise Höffner unterstellt war, habe beabsichtigt, dies dienstlich zu melden, was eine Verurteilung Höffners durch den Volksgerichtshof zur Folge gehabt hätte. Höffner entging seiner am 22. Februar 1945 bei Düren versuchten Festnahme, weil er zuvor von US-Soldaten gefangen genommen worden war. Schnez wurde in Deutschland und mehreren anderen NATO-Ländern kritisiert.